# Burgershof
Der Burgershof ist ein, seit dem Spätmittelalter nachweisbarer, ehemaliger städtischer Bauhof.  Es ist nicht überliefert von wem und wann das Gebäude erbaut wurde. Ebenso ist umstritten, ob der Burgershof, vor allem sein Turm, tatsächlich ein Relikt der ehemaligen Bamberger Stadtbefestigung darstellt.

## Geschichtlicher Überblick
Wie schon erwähnt ist der Burgershof seit dem späten Mittelalter als städtischer Bauhof nachweisbar. Es ist nicht überliefert, ob der 1377 erwähnte Burgershof den Kernbereich des späteren Bauhofs bildete. Erst mit der Nachricht, dass die Karmeliten der Bürgerschaft 1451, oder kurz vorher, ein Haus und einen Garten verkauften, kann der Burgershof eindeutig an seinem heutigen Platz lokalisiert werden. An wen das Haus und der Garten verkauft wurden ist nicht überliefert wurden. Die ersten Anbauten begannen kurz nach dem Verkauf. 1452 wurde demnach ein neues, zweigeschossiges Haus errichtet, um 1457 wurde weiteres, westwärts anliegendes Grundstück erworben. Nach dem Ausscheiden des Baumeisters Hans Vorchheimer aus seinem Amt, wurde ihm zu Ehren 1464 vor dem Burgershofe ein Haus errichtet. Im Jahre 1495 wurde der Burgershof auf der Seite gegen die Karmeliten, also gegen die nachmalige Jesuitenstraße, durch eine Mauer geschlossen. 1501 wurde die alte Stadtmauer gebrochen und stattdessen weiter westlich eine neue Mauer errichtet.

## Lage und Gesamtanlage
Der ehemalige Bauhof befindet sich auf dem heutigen Gelände der Universität Bamberg, gegenüber der Bibliothek für Sprach - und Literaturwissenschaften (TB4).
Der Burgershof nahm die Nordweststrecke der inneren Inselstadtbefestigung ein und erstreckte sich damit zwischen Stanggasse und Heumarkt bis zum ehemaligen Jesuitenkolleg. Kern dieser inneren Stadtbefestigung ist der nordwestliche Eckturm. Teile des Burgershofes gehörten bis in die 1440er Jahre zum Garten des Karmelitenklosters. Der Burgershof wurde im Laufe der Jahrhunderte oft erweitert, zum Beispiel um einen zweigeschossigen Satteldachbau, in welchem sich zuerst das Wohnhaus des Stadtsteinmetzen, und später das des Stadphysikus befand. Der Anbau wurde 1823 um eine Feuerwehrhalle ergänzt. Die Nutzung der Gebäude des Burghofes durch die Universität Bamberg ermöglichte die 1980 verabschiedete Eigentumsübertragung von der Stadt Bamberg, auf den Freistaat Bayern.

## Der nordwestliche Eckturm
Es gibt mehrere Türme, die zum ehemaligen Burgershof gehören. Ein prägnanter ist jedoch der Eckturm. Erstmals wurde der Turm 1332 erwähnt. Über seine Bauzeit ist nichts bekannt, auf Grund der außeren Erscheinung und stadtgeschichtlichen Überlegungen ist jedoch von einem Bau im 13., spätestens 14. Jahrhundert auszugehen. Schon im Spätmittelalter wurden Anbauten durchgeführt. Die Fronten des Turmes sind bis auf das oberste Geschoss aus Sandsteinquadern. Das oberste Geschoss enthält nach allen Seiten zwei rechteckige Fenster und ist verputzt. Der Turm zeichnet sich durch seine oktogonale Schweifhaube, den zwei - bis dreigeschossigen massiven Anbauten mit Satteldach und den abgewalmten Pultdächern aus.